# Falcidius tkalcui
Falcidius tkalcui är en insektsart som beskrevs av Dlabola 1980. Falcidius tkalcui ingår i släktet Falcidius och familjen sköldstritar.
Artens utbredningsområde är Frankrike. Inga underarter finns listade i Catalogue of Life.